# Kostel svatého Valentina (Staré Město)
Kostel svatého Valentina v Praze na Starém Městě se nacházel na rohu dnešní Kaprovy a Valentinské ulice, přibližně v místech, kde dnes stojí dům čp. 56/II, ale zasahoval přes uliční čáru.

## Historie
Kostel byl zasvěcen svatému Valentinovi, stál mezi zahradami na Valentinském náměstí a původně měl jednou románskou loď s věží a chórem a s druhou dodatečně přistavěnou lodí gotickou. Během husitské revoluce byl proměněn na utrakvistický chrám, v jehož čele stáli úředníci záduší. V pobělohorské době byl znovu rekatolizován. Byl zdokumentován a zrušen za josefinských reforem a přestavěn na obytný dům, jehož podoba se dochovala na Langweilově modelu Prahy z let 1826-1837. Při asanaci Starého Města byl zbořen. Během bouracích prací byl objeven zazděný opukový klenební svorník s raně gotickým reliéfem trůnícího Krista Soudce; typem krásné tváře s náznakem úsměvu se řadí k původem francouzské skupině Beau Dieu (krásný Bůh). Je vystaven v Lapidáriu Národního muzea
Na místě kostela a jeho zahrady stojí čtyřpatrový secesní dům čp. 59/I (Veleslavínova 3), postavený podle projektu Emanuela Dvořáka v letech 1902-1903. Jeho přízemí a dvorní křídlo od roku 1912-1913 sloužilo pro Pražské umělecké dílny pro umělecký průmysl a nábytek Josefa Gočára, Josefa Chochola, Vladimíra Grégra a Petra Kropáčka. V sousedním domě čp. 58/I U sv. Valentina, postaveném v týchž letech, rovněž podle Dvořákova projektu, sídlila redakce Uměleckého měsíčníku.